# Lady of the Night (film 1925)
Lady of the Night – amerykański niemy melodramat w reżyserii Monta Bella z 1925 r.

## Treść
Perypetie Molly zakochanej w pewnym wynalazcy.

## Obsada
- Norma Shearer – Molly Helmer/Florence Banning
- Malcolm McGregor – David Page